# Entretiens privés
Entretiens privés (Enskilda samtal) est un téléfilm suédois réalisé par Liv Ullmann, diffusé en 1996.

## Synopsis
la femme de l'étudiant en théologie fait la connaissance d'un homme plus jeune.

## Fiche technique
- Titre : Entretiens privés
- Titre original : Enskilda samtal
- Réalisation : Liv Ullmann
- Scénario : Ingmar Bergman
- Production : Ingrid Dahlberg
- Musique : Johann Sebastian Bach
- Photographie : Sven Nykvist
- Montage : Michal Leszczylowski
- Décors : Mette Möller
- Costumes : Inger Pehrsson
- Format : Couleurs - Dolby Digital
- Genre : Drame
- Durée : 200 minutes
- Date de sortie : 1996

## Distribution
- Pernilla August : Anna
- Max von Sydow : Jacob
- Samuel Fröler : Henrik
- Anita Björk : Karin Åkerblom
- Vibeke Falk : Ms. Nylander, housekeeper
- Thomas Hanzon : Tomas Egerman
- Kristina Adolphson : Maria
- Gunnel Fred : Märta Gärdsjö
- Hans Alfredson : Bishop Agrell